# Marine marchande suisse

Le pavillon maritime suisse est rectangulaire alors que le drapeau est carré.

La marine marchande suisse regroupe l'ensemble de la marine marchande en Suisse. Fait plutôt inhabituel pour un pays sans littoral, la Suisse a en effet une longue tradition de navigation, non seulement sur ses lacs et rivières, mais également en haute mer.
La Confédération dispose d'un accès direct à la mer par le Rhin (convention de Mannheim), sur lequel les bateaux circulent librement entre le port de Rotterdam sur la mer du Nord et le port de Bâle au nord de la Suisse. Elle est par ailleurs membre de la Commission centrale pour la navigation du Rhin (CCNR). L'industrie et le commerce du pays utilisent de fait cette liaison via des barges pour transporter une partie substantielle de leurs importations et exportations.
Les lacs suisses, et plus particulièrement le lac de Constance, le lac Majeur et le lac Léman, sont parmi les plus intensément utilisés pour la navigation dans le monde, principalement pour les loisirs et le tourisme.
La marine militaire est inexistante mais une flotte de vedettes armées est maintenue sur les lacs frontaliers.

## Accès à la mer
La convention pour la navigation du Rhin dite Convention ou Acte de Mannheim a été signée le 17 octobre 1868. Elle garantit aux États riverains du Rhin la libre circulation fluviale du port de Bâle jusqu'à la mer, sans droit de douane ou de transit,.
Le port de Bâle a ouvert en 1905 et avait dès avant 1914 un trafic annuel moyen de 100 000 tonnes, soit quatre fois le trafic suisse transitant par Marseille.
La flotte maritime suisse a été créée en avril 1941. L'Office suisse de la navigation maritime (OSNM) du Département fédéral des affaires étrangères (DFAE) administre les activités de cette flotte de commerce maritime, dont le port d'attache est Bâle. Il veille à ce que les traités légaux soient appliqués, gère l’administration de la flotte et représente la Suisse auprès des organisations internationales. Les représentations diplomatiques et consulaires sont chargées de surveiller et soutenir les bateaux suisses et leurs équipages à travers le monde. En cas de nécessité, la Confédération peut réquisitionner les navires de commerce suisses pour assurer l’approvisionnement économique du pays. L'OSNM tient également le registre de tous les yachts de haute mer et des petits bateaux suisses.

## Flotte de haute mer
Pour être enregistré en Suisse, un bateau doit appartenir à un détenteur de passeport suisse. En 2017, la flotte suisse comprend 49 navires d’une capacité de chargement totale de 1,7 million de tonnes (tonnage de port en lourd – TPL).
Les premiers bateaux ont été achetés et exploités par le gouvernement en vue d'assurer la fourniture de ressources essentielles pendant la Seconde Guerre mondiale. Après la guerre, émergeait une flotte marchande formée par des investisseurs privés, des subventions gouvernementales ont, en partie, favorisé cette émergence en contribuant au fonctionnement de la flotte jusqu'en 1953.
Au 2 mai 2013, on comptait 40 navires (porte-conteneurs, vraquiers, navires-citernes, multi-rôles), soit au total environ 1 239 533 DWT, exploités par six sociétés de transport, battant pavillon suisse.

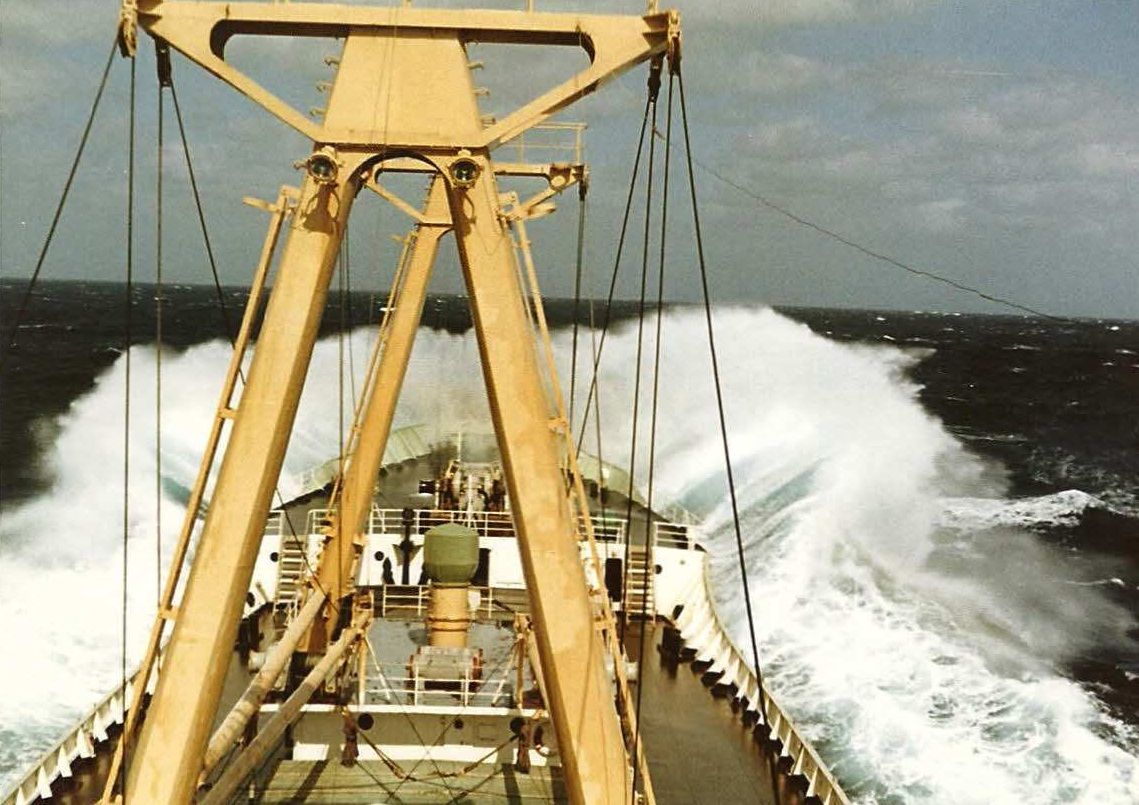
Le Corviglia pris dans une tempête en 1965.
Le céréalier Romandie déchargeant une cargaison de grain dans le terminal Covington dans le port de Baltimore en 1973.
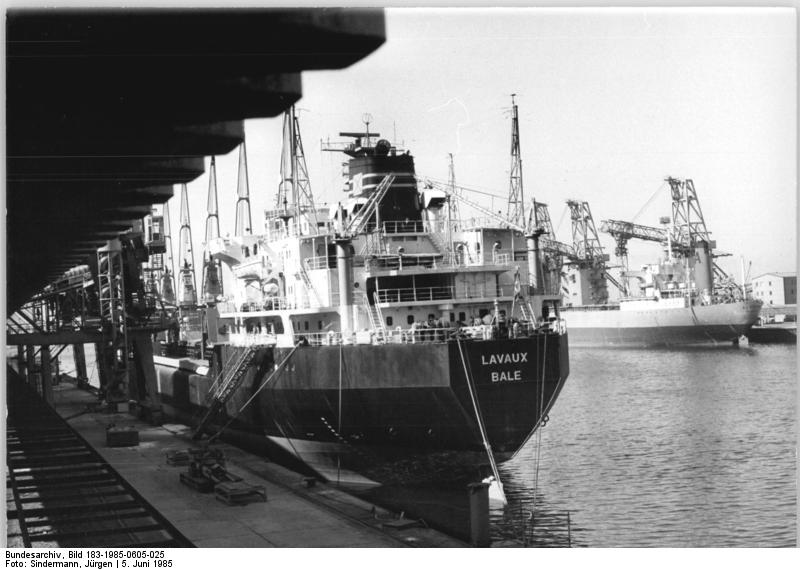
Le chimiquier Lavaux amarré dans le port de Rostock en 1985.
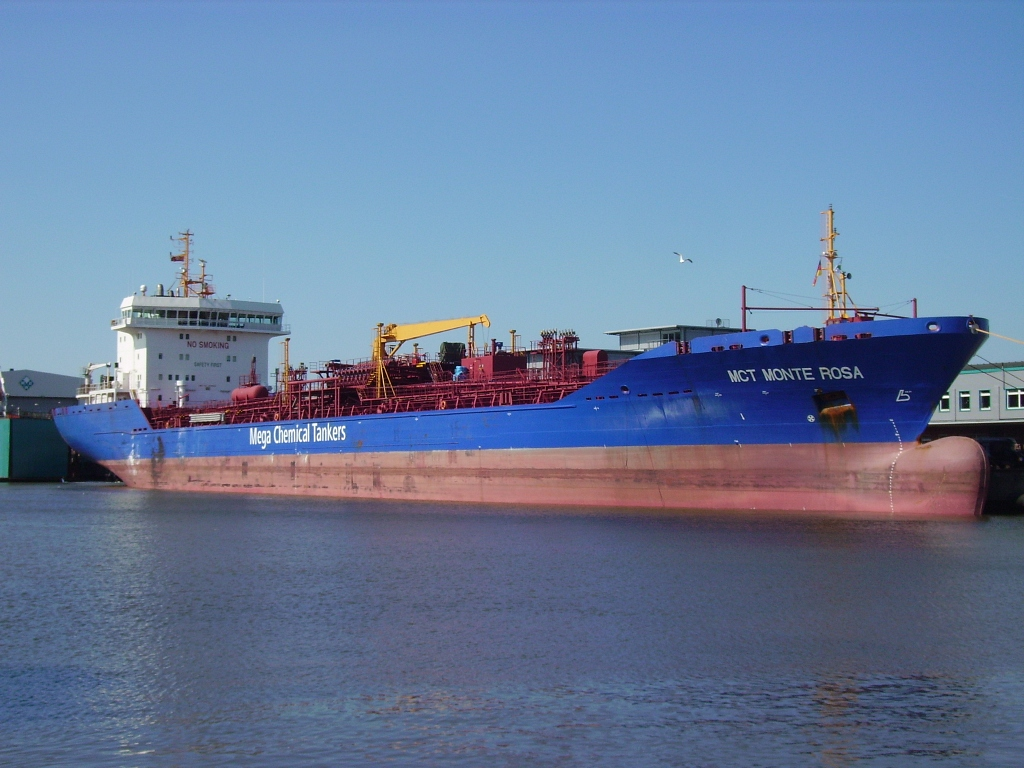
Le chimiquier/pétrolier MCT Monte Rosa amarré dans le port de Amsterdam en 2007.
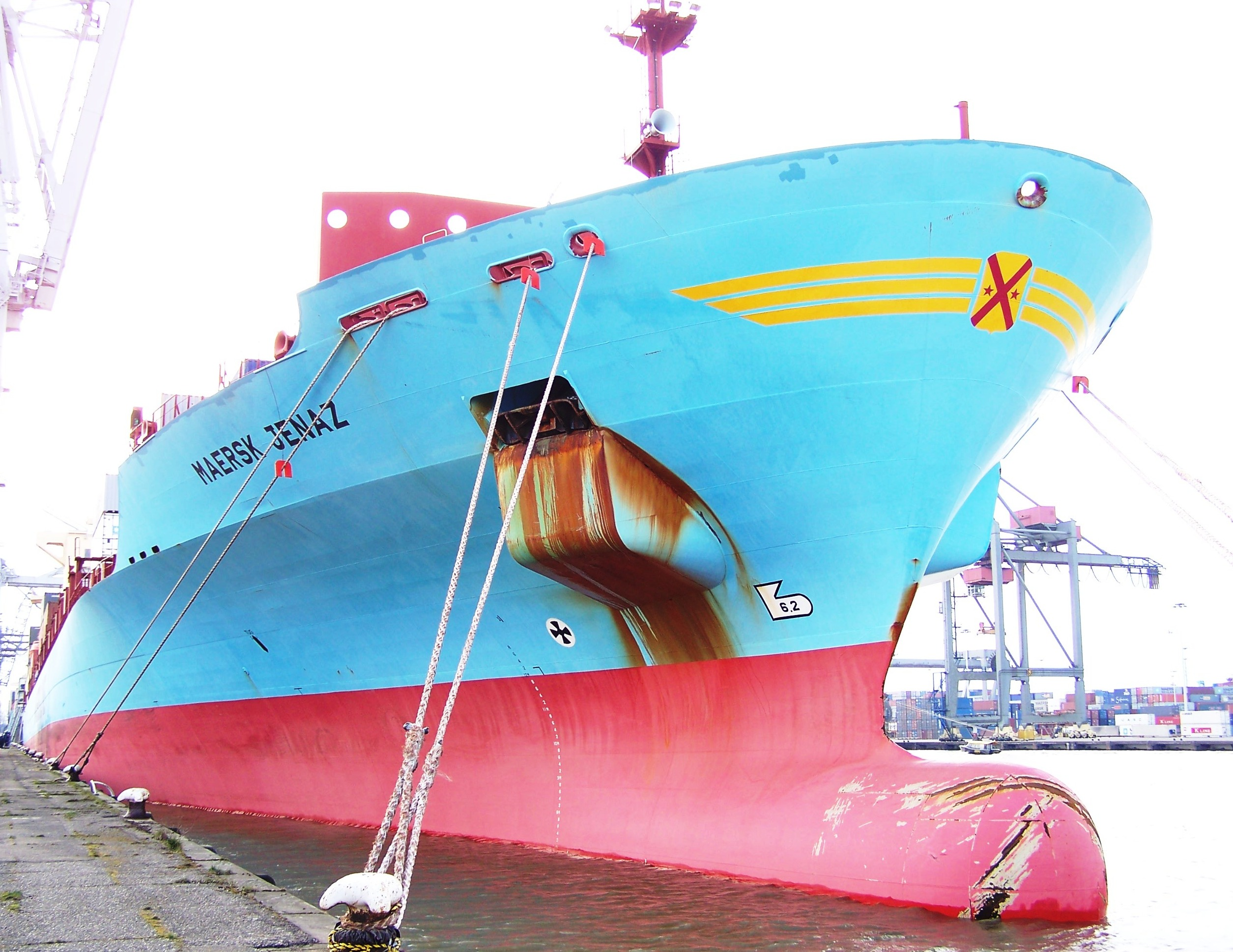
Le porte-conteneurs M/V Maersk Jenaz à quai au port de Rotterdam en 2008.

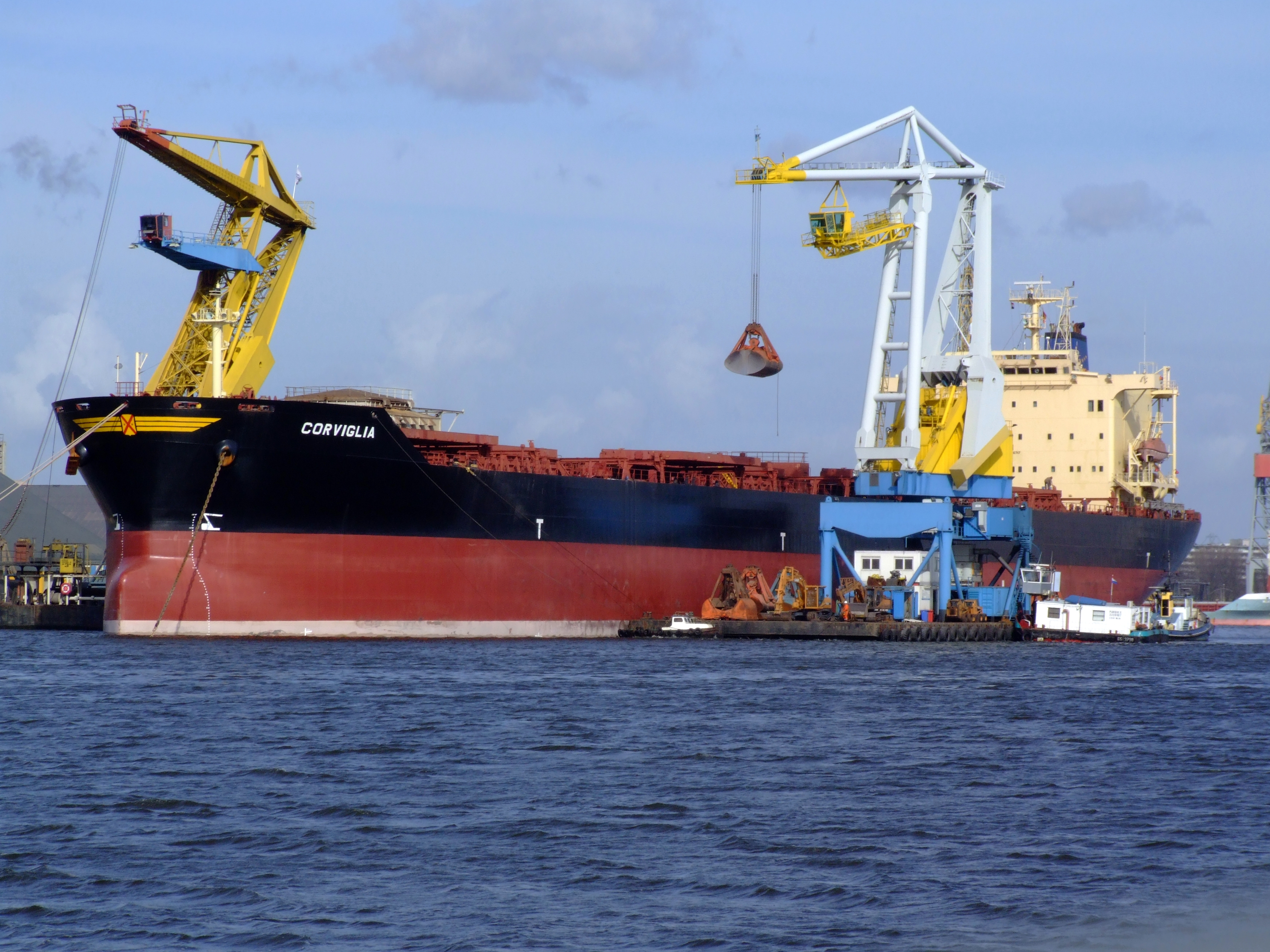
Le vraquier Corviglia amarré dans le port d'Amsterdam en 2007.
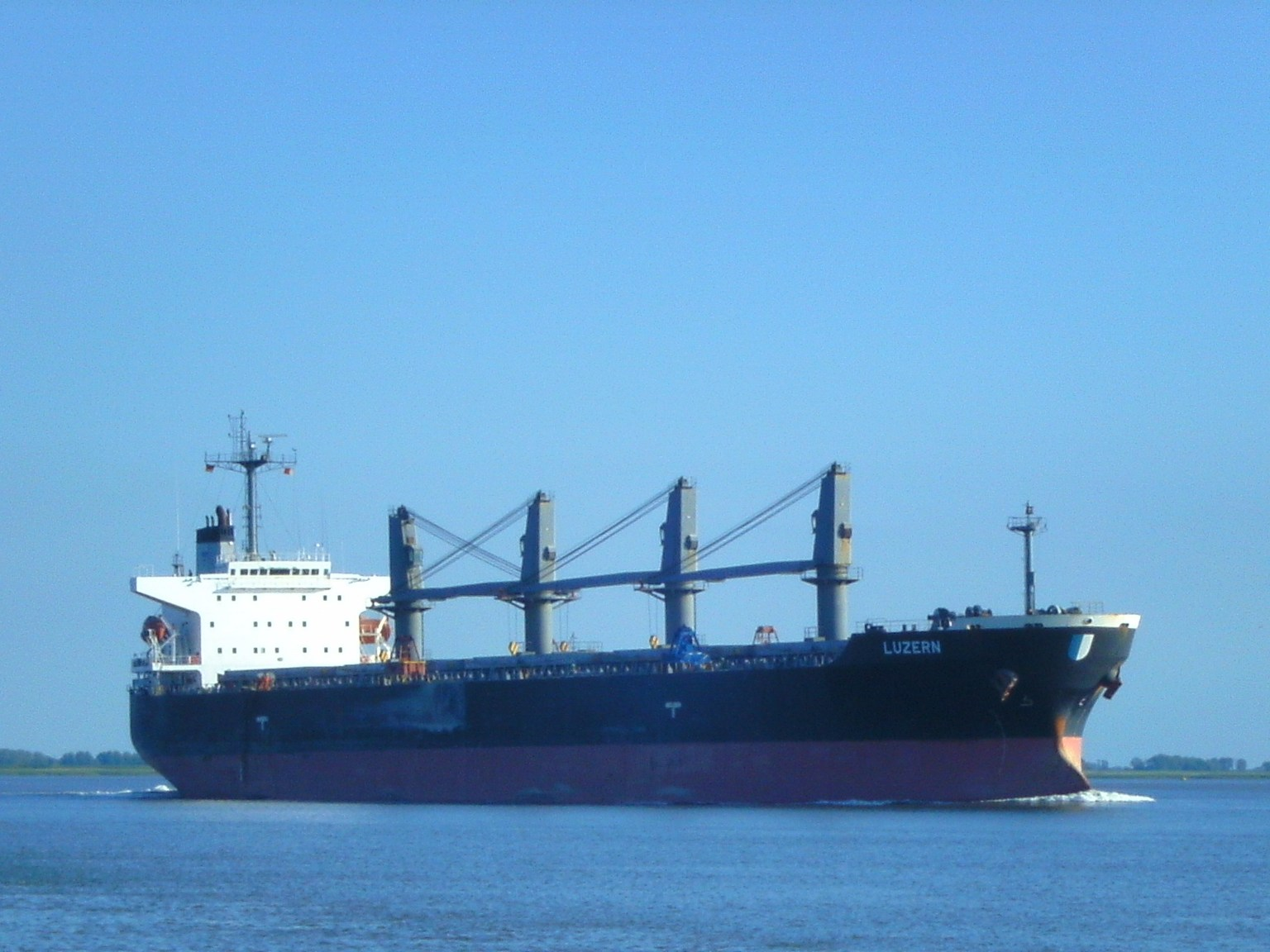
Le vraquier Luzern sur la Weser en 2011.
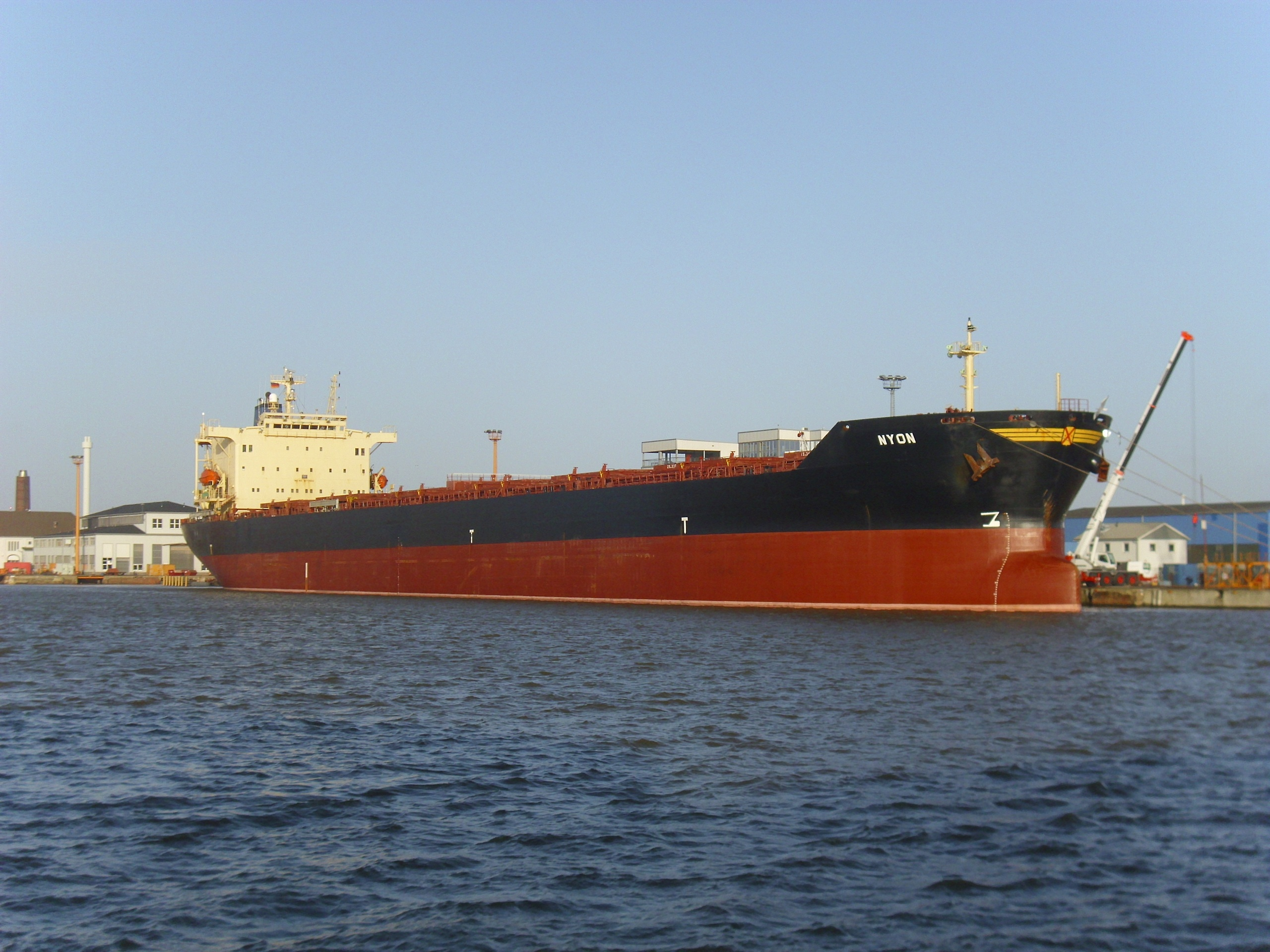
Le vraquier Nyon amarré dans le port de Bremerhaven en Allemagne em 2012.
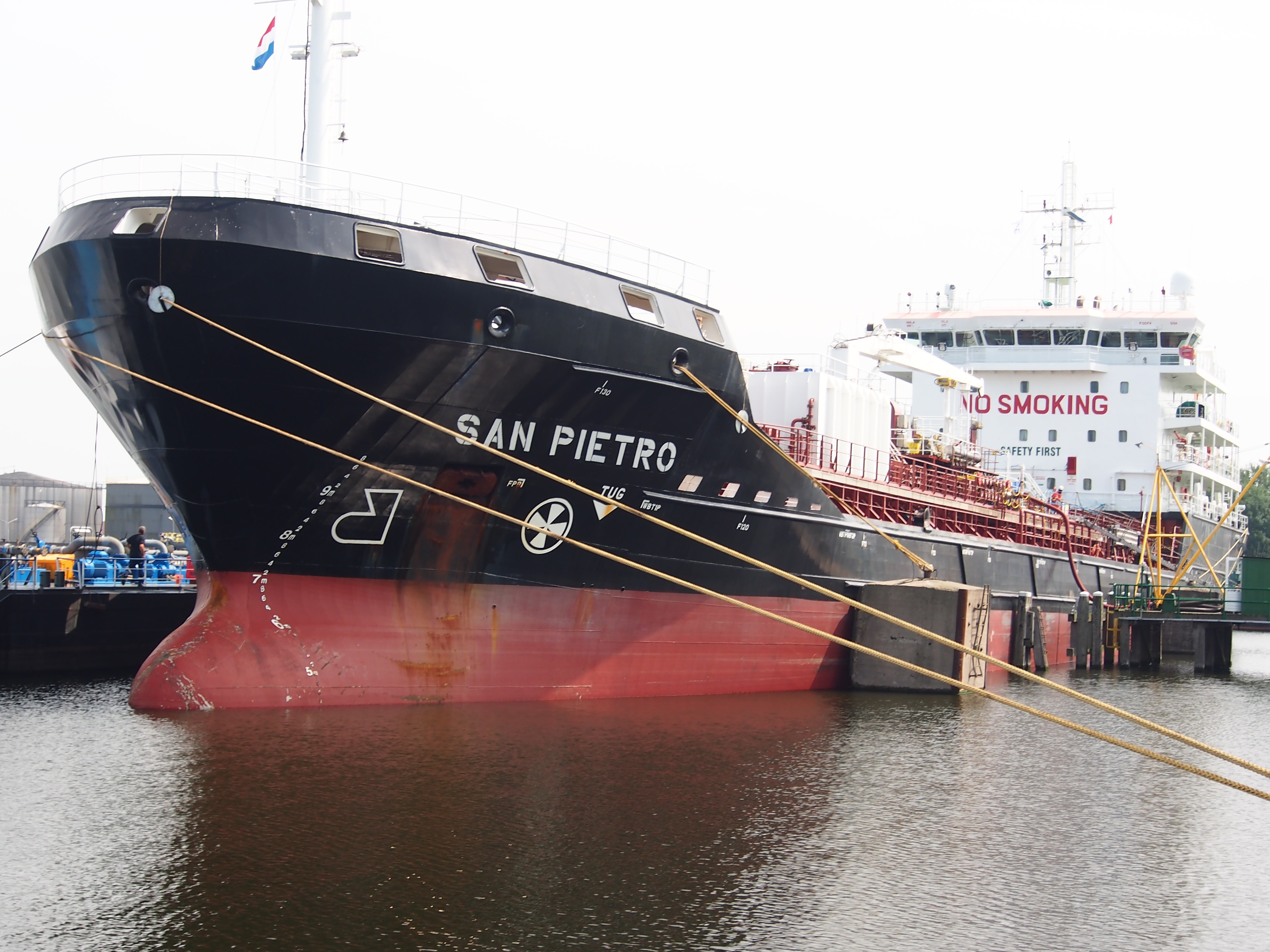
Le pétrolier San Pietro amarré dans le port d'Amsterdam en 2014.
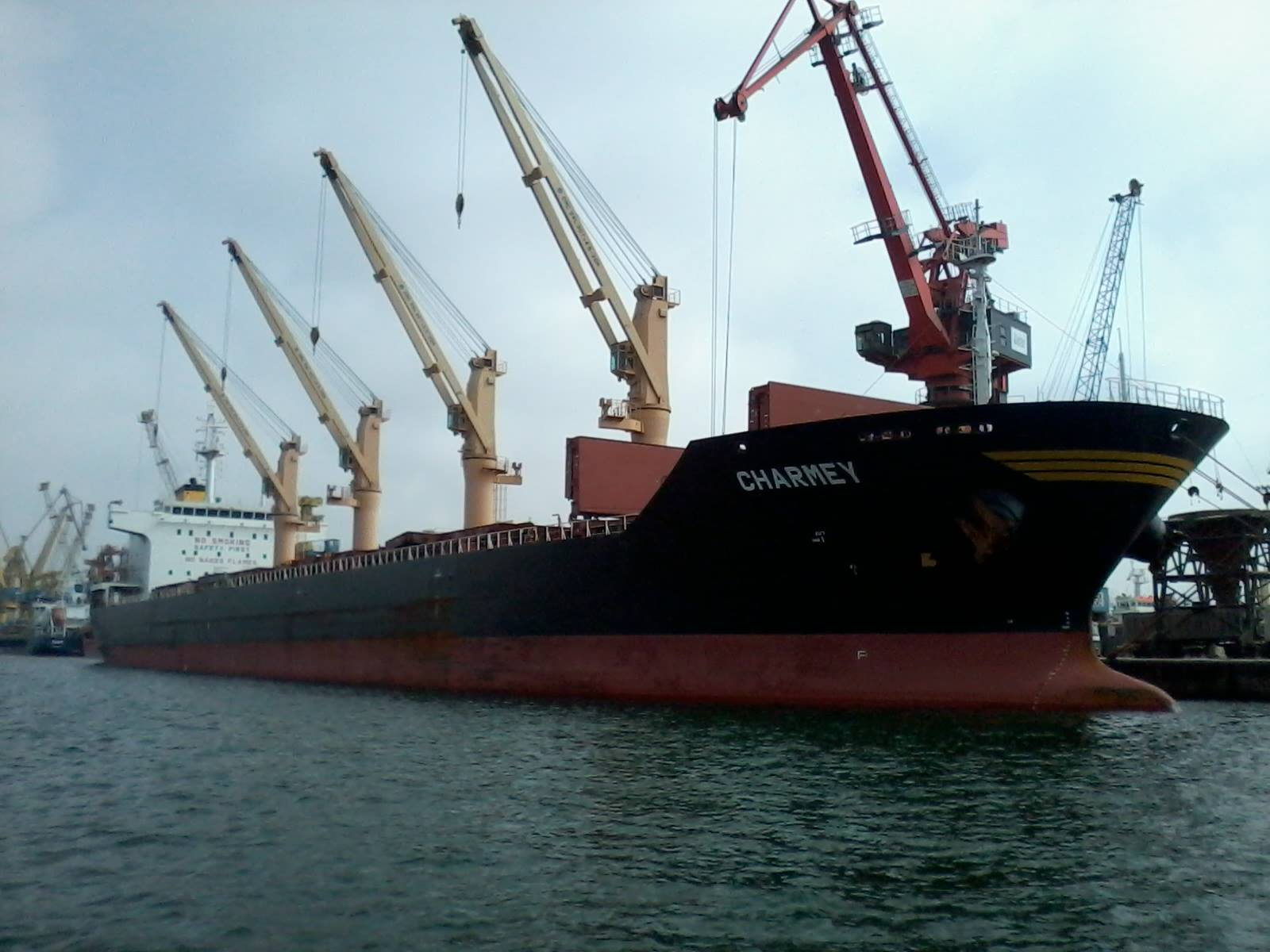
Le Charmey amarré dans le port de Casablanca au Maroc en 2016.

### Équipages et officiers
Aujourd'hui les équipages sont en majorité philippins, ukrainiens, russes et croates, moins de dix pour cent sont suisses. Par le passé, les équipages comptaient davantage de nationalités et les marins suisses étaient majoritaires. Pour devenir officier, un Suisse doit se former à l'étranger. Les brevets requis doivent être obtenus dans l’un des pays que l’Organisation maritime internationale (OMI) a inscrits sur la liste des États garantissant la pleine application des dispositions de la Convention STCW, par exemple au Royaume-Uni, en Allemagne, en France ou en Italie. Les mécaniciens sur machines peuvent compléter leur formation par des stages maritimes à l‘étranger. Et les futurs marins sont formés par une société d‘armement suisse après avoir obtenu un Certificat fédéral de capacité.

### Sociétés d’armateurs suisses
- ABC Maritime AG
- Enzian Shipping Management AG
- Massoel Meridian Ltd.
- Mega Chemicals Schiffahrt AG
- Reederei Zürich AG
- Suisse-Atlantique Société de Navigation Maritime SA

## Flotte fluviale
Les barges suisses sont enregistrées sous un Numéro européen unique d'identification des bateaux (ENI) compris entre 070 et 079, par exemple la barge Mürren porte le numéro ENI 07001811.

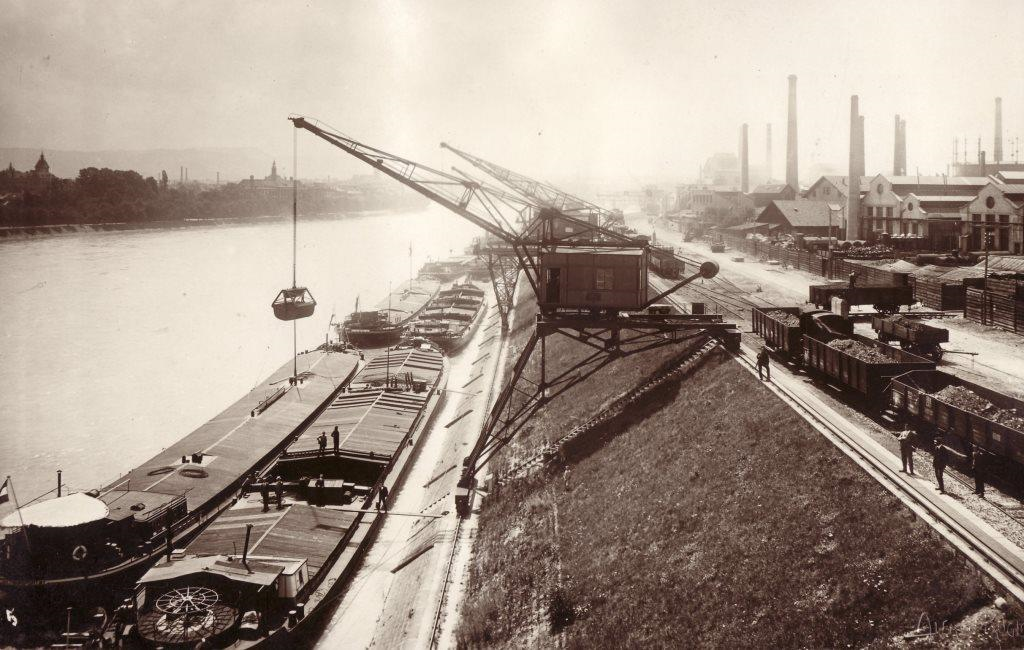
Le port de Bâle-St.Johann en 1919.
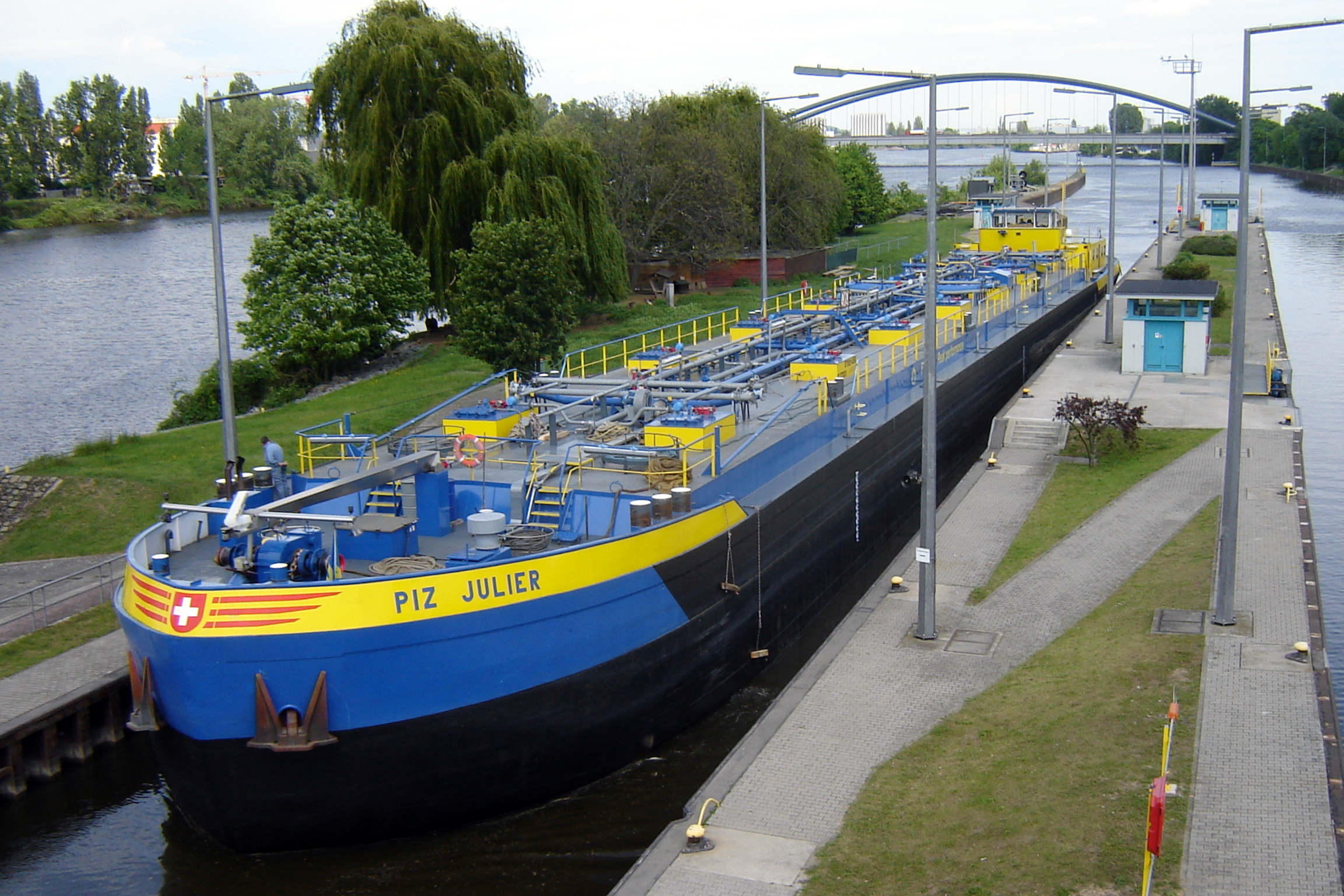
La Barge Piz Julier dans une écluse au barrage d'Offenbach en Allemagne (2012).
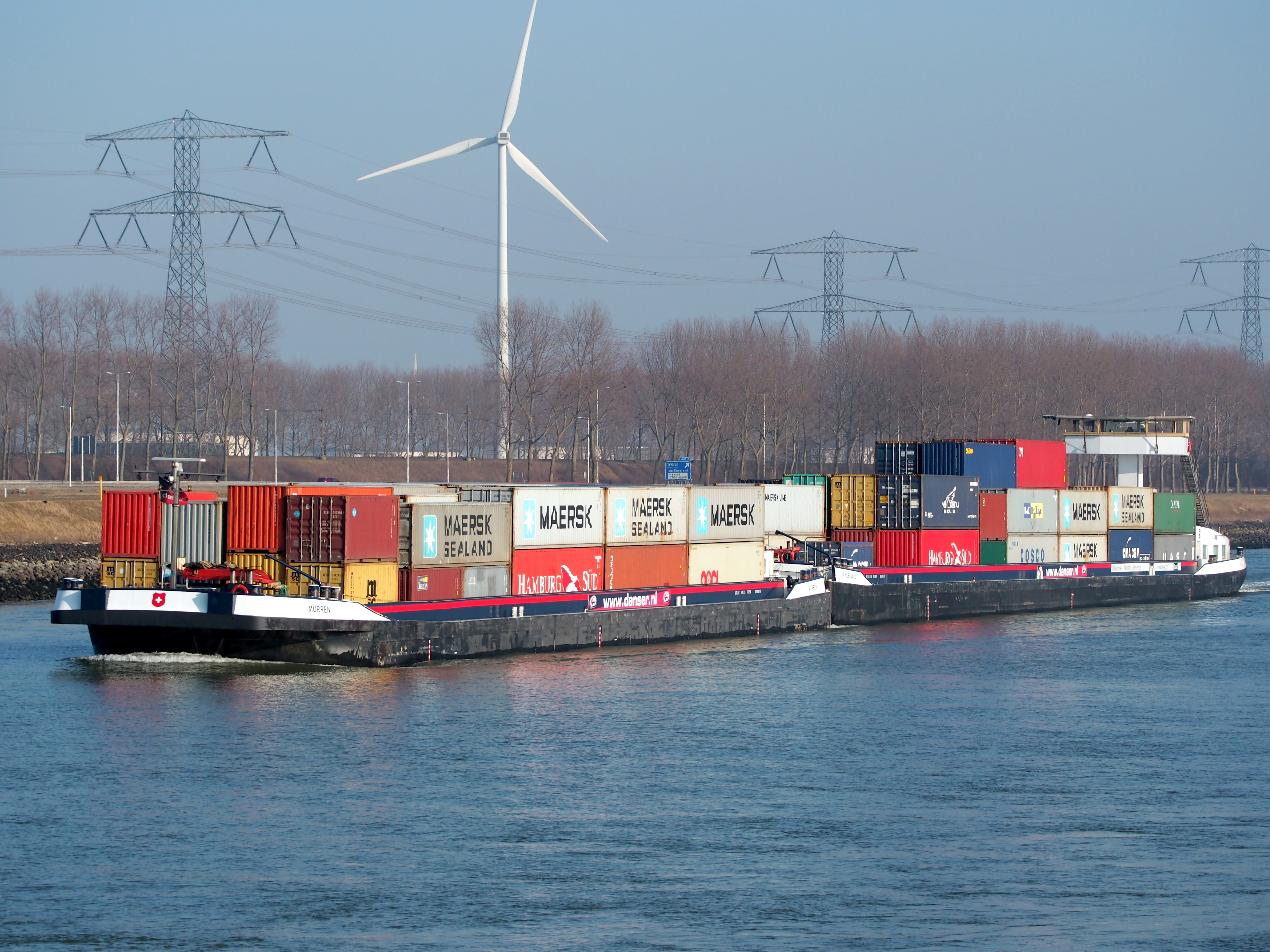
Le Mürren et le Grindelwald en convoi sur le canal Hartel dans l'Europoort du port de Rotterdam aux Pays-Bas (2015).
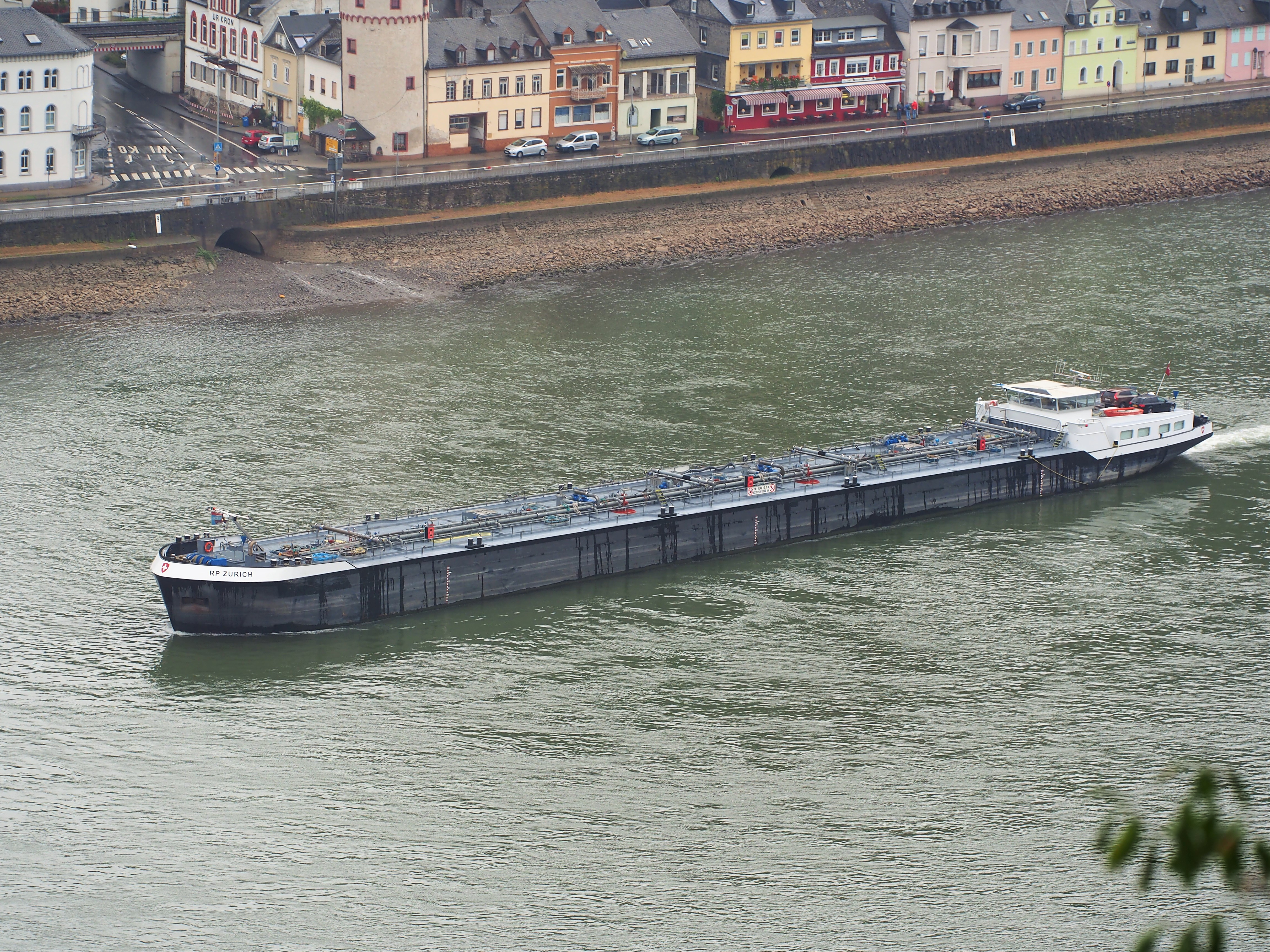
Le RP Zurich passant à Sankt Goar en Allemagne (2016).
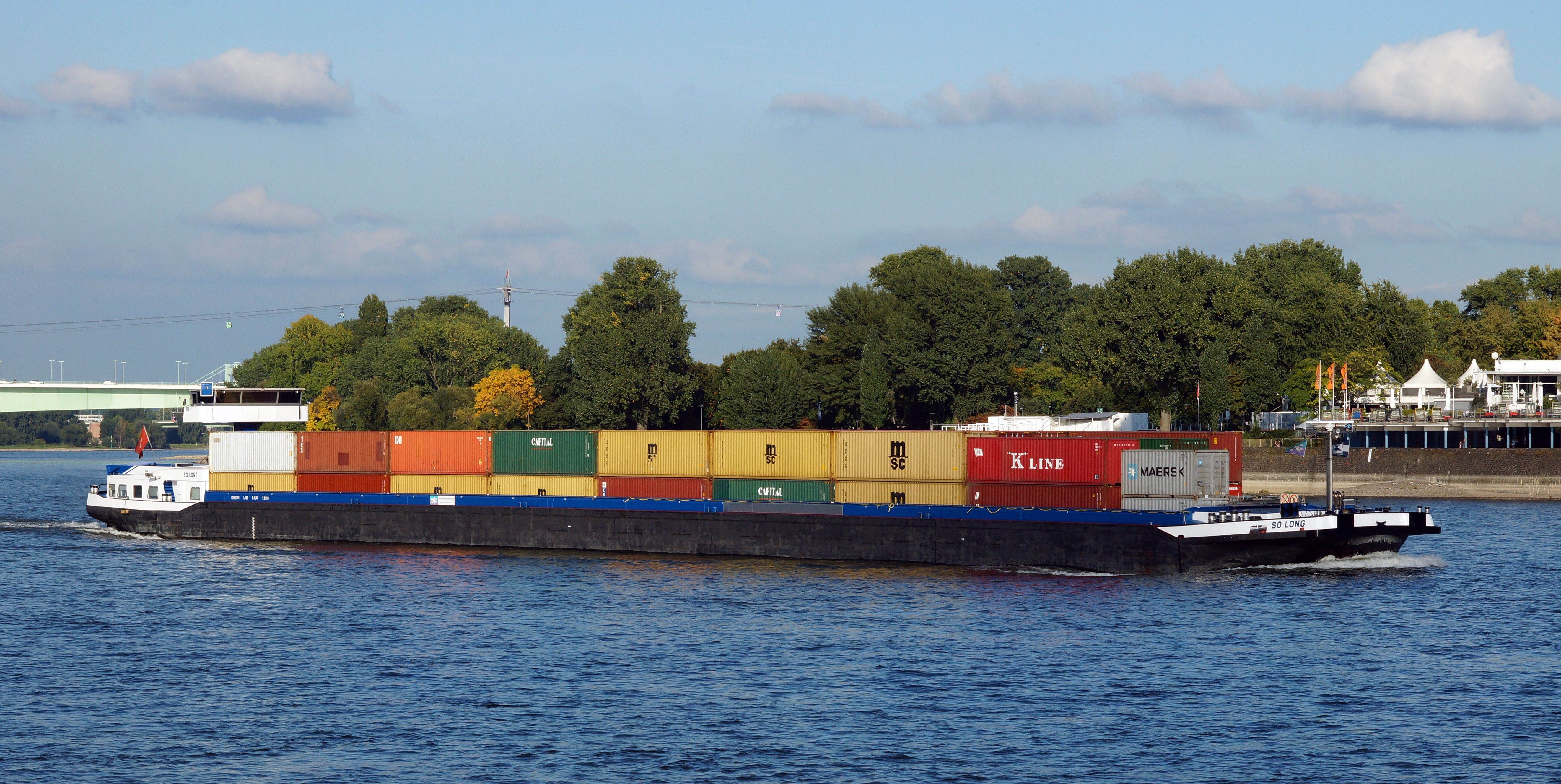
Le So Long passant à Cologne en 2013.

## Sources
- (en) Cet article est partiellement ou en totalité issu de l’article de Wikipédia en anglais intitulé « Merchant Marine of Switzerland » (voir la liste des auteurs).

- (de) Cet article est partiellement ou en totalité issu de l’article de Wikipédia en allemand intitulé « Schweizer Hochseeschifffahrt » (voir la liste des auteurs).